# Synagogue de Morhange (Moselle)
La synagogue de Morhange est fondée au début du XIXe siècle, et un bâtiment plus imposant érigé en 1864. Elle est détruite par les Nazis en 1940 et n'est pas reconstruite.

## Histoire
La synagogue de Morhange (Moselle), construite en 1864, sert une communauté juive réduite juste avant la Seconde Guerre mondiale. En effet Quarante-cinq Juifs résident dans la localité en 1939. 
De 1936 à 1940, le Hazzan est Jules Lichtenstein, d'origine polonaise, père du Hazzan Charles Liché. Il est expulsé en 1940, après être forcé d'assister à la démolition de sa synagogue. Il quitte Morhange pour Neuilly-sur-Seine], où il officie comme Hazzan de 1940 à 1942. 
Arrêté en juin 1942, Jules Lichtenstein est déporté avec son épouse et son fils à Auschwitz, à la suite d'une dénonciation. Jules Lichtenstein est maltraité par les Allemands,lorsqu'il célèbre l'office de Kol Nidre dans le wagon qui le déporte en gare de Pithiviers.
Charles Lichenstein survit.
La synagogue n'est pas reconstruite après la Seconde Guerre mondiale,.